# Szobeknaht (háznagy)
Szobeknaht ókori egyiptomi hivatalnok volt, háznagy valószínűleg I. Amenemhat uralkodása alatt.
Egy, a sírjából származó domborműves kőtömbről ismert el-Listből, I. Amenemhat piramisának közeléből. Stilisztikai alapon pár másik kőtömböt is azonosítottak ebből a sírból származóként, de ezeken Szobeknaht neve nem szerepel. A sírt mindeddig nem sikerült teljes bizonyossággal megtalálni. Egy szobra is ismert Thébában, ezen jelentős címeket visel: „a nemesség tagja”, „tettekben az első”, „királyi pecsétőr” és „egyetlen barát”. Mivel I. Amenemhat uralkodásának utolsó évtizedében már Hór volt a háznagy, Szobeknaht ez előtt az idő előtt tölthette be hivatalát.

## Fordítás
- Ez a szócikk részben vagy egészben  a   Sobeknacht (Obervermögensverwalter) című német Wikipédia-szócikk ezen változatának fordításán alapul.  Az eredeti cikk szerkesztőit annak laptörténete sorolja fel. Ez a jelzés csupán a megfogalmazás eredetét és a szerzői jogokat jelzi, nem szolgál a cikkben szereplő információk forrásmegjelöléseként.